# Excelsior AC Sint-Niklaas
Excelsior AC Sint-Niklaas was een Belgische voetbalclub uit Sint-Niklaas. De club was aangesloten bij de KBVB met stamnummer 239 en had groen en zwart als kleuren. De club was lange tijd de tweede club van de stad, na Sint-Niklase SK, en speelde in haar bestaan bijna anderhalf decennium in de nationale reeksen.

## Geschiedenis
Reeds in 1912 werd Football Club Excelsior Saint-Nicolas opgericht, dat zich na de Eerste Wereldoorlog in 1918 aansloot bij de Belgische Voetbalbond. Men had zwart en wit als kleuren. De club staakte echter al gauw de activiteiten en werd wegens inactiviteit in 1921 weer geschrapt door de bond.
Ondertussen was in de stad een andere club opgericht, aanvankelijk onder de naam FC Beerschot, die zich aansloot bij de Belgische Voetbalbond als Sint-Niklaassche SK in juli 1922. Dat jaar werd ook het geschrapte Excelsior heropgericht en ook deze club sloot zich weer bij de Voetbalbond aan onder de naam Excelsior Football Club Saint-Nicolas. In 1926 zouden de clubkleuren veranderen in groen en zwart. Bij de invoering van de stamnummers dat jaar kreeg men stamnummer 239 toegekend, een iets jonger nummer dan stadsgenoot SK, dat een paar maand eerder bij de Voetbalbond was aangesloten. Een jaar later werd de naam gewijzigd in Excelsior Athletic Club Sint-Niklaas.
De club bleef de eerste jaren in de regionale reeksen spelen, tot men in 1936 voor het eerst promoveerde naar Bevordering, in die tijd het derde niveau. Daar trof men stadsgenoot SK aan, dat tien jaar eerder al de nationale reeksen had bereikt. In 1936 werd Excelsior AC Sint-Niklaas koninklijk. Hoewel de heropgerichte club pas in 1922 opnieuw was aangesloten bij de Belgische Voetbalbond, bevestigde de stad Sint-Niklaas dat de vereniging al 25 jaar geleden was opgericht, en dus werd de club toch koninklijk. Men kon zich een paar seizoenen handhaven in Bevordering naast stadsgenoot SK, tot men aan het begin van de Tweede Wereldoorlog, in 1939, voorlaatste eindigde en na drie jaar nationaal voetbal degradeerde.
In 1945, op het eind van de oorlog, keerde Excelsior terug in de nationale bevorderingsreeksen. Stadsgenoot SK was ondertussen in de oorlogsjaren opgeklommen, zelfs tot in de hoogste afdeling. De twee clubs zouden nooit meer in dezelfde reeks aantreden. Excelsior AC Sint-Niklaas kon zich de volgende jaren weer handhaven in Bevordering. In 1951 wist men maar net een degradatieplaats te ontlopen. In 1952 eindigde men bij de laatsten, maar na dit seizoen werden grote competitiehervormingen doorgevoerd. Er werd een nieuwe Vierde Klasse gecreëerd, die voortaan de bevorderingsreeksen zou vormen. De club zakte een niveau, maar bleef zo toch nationaal voetbal spelen op het nieuwe vierde nationale niveau.
In die nieuwe Vierde Klasse won Excelsior AC Sint-Niklaas meteen zijn reeks en promoveerde zo in 1953 naar Derde Klasse. Daar had men het echter moeilijk. Het eerste seizoen kon men zich nog net redden, maar het tweede seizoen strandde men op een laatste plaats en zo zakte men in 1955 weer naar Vierde Klasse. Het verval zette zich daar meteen verder. Men werd voorlaatste en de club zakte direct verder naar Eerste Provinciale na een periode van 11 jaar onafgebroken nationaal voetbal.
Excelsior AC Sint-Niklaas zou nooit meer terugkeren op het nationale niveau, waar stadsgenoot SK zou blijven goed presteren. In 1989 fusioneerde men uiteindelijk met dit grotere Sint-Niklase SK, dat net kampioen was geworden in Derde Klasse. De fusieclub werd Koninklijke Sint-Niklase SK Excelsior genoemd en speelde verder met stamnummer 221 van Sint-Niklase in Tweede Klasse. Stamnummer 239 werd definitief geschrapt. Ook de fusieclub zou een decennium later in een fusie verdwijnen.

## Bekende spelers
- Marc Baecke
- Regi Van Acker